# Manuel Lassala i Sangerman
Manuel Lassala i Sangerman (València, 25 de desembre de 1738 - València, 22 de març de 1806) fou un jesuïta, teòleg, humanista, poeta i dramaturg valencià.

## Vida
Fill de Bernat Lassala, comerciant francès establert a València, i d'Inés Sangerman, natural de Sogorb, estudià gramàtica, retòrica i humanitats al Seminari de Nobles del Col·legi de Sant Pau, i filosofia en la Universitat de València des del 1751 sota el magisteri del teòleg Sebastià Sales. Vestí la sotana el 2 d'octubre de 1754 al col·legi jesuític de Tarragona, on passà el noviciat; d'allí passà al seminari de Manresa, i després fou destinat a Calataiud, on va ensenyar gramàtica durant dos anys. Després del curs de teologia a València, a l'edat de vint-i-quatre anys se li assignà la càtedra de retòrica en el Seminari de Nobles de Sant Pau, la qual exercí fins al 1767, data de l'expulsió dels jesuïtes. Exiliat amb els seus companys de religió a Itàlia, fou designat pels seus superiors per a ensenyar filosofia, primer a Còrsega, i després a Ferrara. Aquí professà en la Companyia de Jesús el 1771, i extingit aquest orde el 1773, restà com a sacerdot secular, i fixà la seua residència a Bolonya. En aquesta universitat es dedicà a l'estudi de les matemàtiques, l'astronomia i la física experimental, i aprengué diverses llengües: l'hebrea, l'alemanya, l'àrab, l'anglesa, la francesa, la italiana i la portuguesa. Trobant-se lliure de càrrecs i obligacions, i gaudint de la pensió que li donava el govern espanyol i de l'ajuda que rebia de sa mare, viatjà per tot Itàlia, reuní una copiosa biblioteca, anà donant a la impremta moltes de les obres que escrivia i publicant articles en periòdics literaris de Roma, Florència, Ferrara i Bolonya, i mantingué una vasta correspondència epistolar, dedicant-los poesies laudatòries, amb Pérez Bayer, Orellana, Montengon, Eximeno, Vergara, Esteve, entre més valencians il·lustres, incloent-hi els seus confrares exjesuïtes com Llampilles, Serrano i molts altres. Va fer també moltes amistats entre els savis italians, i va ser admès en un bon nombre d'acadèmies, com ara l'Accademia dei Forti de Roma, amb el nom de Zeleuco, l'1 de desembre de 1775; la dell'Arcadia, el 14 del mateix mes, amb el nom d’Eurilio Cleoneo; la degli Alborigeni, el 9 de febrer de 1780, com a Lisido Tarentim, i la degli Inestricati de Bolonya, el 3 d'agost de 1786. Al mateix temps, es relacionà estretament amb les famílies de la noblesa bolonyesa, i dedicà moltes obres als marquesos de Tanari, als de Pepoli, als de Malvasia i Zambeccari, però especialment va expressar en multitud de versos la seua estima i admiració per la poetessa Giustina Sagredo Tanari, sota el nom d’Emília. El 1798, en ser autoritzat per Carles IV el retorn dels jesuïtes exiliats, pogué tornar a València al costat de sa mare, que moriria als seus braços el 1803, ja que no el va afectar la segona expulsió de l'orde que s'esdevingué el 1801. Lassala meresqué grans elogis dels seus contemporanis; l'abat Joan Andrés, en les Cartas familiares, en destacà la «mucha variedad: matemáticas, lenguas vivas y muertas, poesía latina o italiana, todo ha contribuido a darle buen nombre en Bolonia y fuera de ella»; Sempere i Guarinos l’inclogué en la Biblioteca española de los mejores escritores del reinado de Carlos III publicada el 1786, i Onofre Pratdesaba, en l’Operum scriptorum aragoniensum olim e Societate Jesu in Italiam Deportatorum Index (1803), el qualifica de «varón incansable e inspirado por las Musas».

## Obres

### Obres impreses
- Tragedia Joseph, València: Benito Monfort, 1764
- Sancho Abarca: tragedia... València: Benito Monfort, 1765
- Orationes habitae ad Senatum, et Academiam Valentinam XV. Kal. Nov. Ann. MDCCLII et LIII. ab eduntur in lucem ex decreto et impensis Valentini Senatus. València: Tipografia de Benito Monfort, 1768
- Eminentissimo Principi Ignatio Buoncompagnio Ludovicio S. R. E. Cardinali amplissimo: dum Bononiensem Legationem universa plaudente civitate adiret, haec carmina Emmanuel Lassala Romae Arcadiae Pastor dicabat. Bolonya: Typographia Sancti Thomae Aquinatis, 1778
- Ad Clarissimum Virum Eustachium Zanottum Bononiensis Scientiarum Institui Praesidem perpetuum; carmina quibus celeberrimi ejusdem Patrui Francisci Maria Zanotti luctuossisimam mortem deflebat. Bolonya: ex typis S. Thom. Aquinatis, 1778. Conté dues elegies i un epigrama.
- Ifigenia in Aulide: tragedia… Bolonya: Sancto Thomasso Aquinato, 1779. (Ifigenia en Aulide: tragedia en cinco actos compuesta en idioma italiano por el señor abate Manuel Lassala y Sangerman; traducida al castellano por don Julian Cano y Pau [pseudònim d’En Joan Baptista Palavicino, baró de Frignestany]. València: Joseph y Thomas de Orga, 1781).
- A la Conquista de Menorca por las armas Católicas: Oda en once estrofas / Al denuedo y constancia con que peleó el Navío Santo Domingo el dia 16 de Enero de 1780: Oda en diez y nueve estrofas. València: Josep i Tomàs de Orga, 1782
- Fabulae Locmani sapientis: ex arabico sermone latinis versibus interpretatae ab Emmanuele Lassala, ad clarissimum virum Franciscum Perezium Bayerium. Bolonya: 1780 (Fábulas de Lockman el Sabio, traducidas de prosa árabe al verso latino por D. Manuel Lassala, y al castellano por D. Miguel García Asensio. Madrid: D. Plácido Barco López, 1784).
- Rhenus… ad Eminentissimum Principem Ignatium Cardinalem Boncompagnium Ludovicium Bononiensis Provinciae Legatum. Bolonya, 1781.
- De serificio Coorum Bononiensium, libellus singularis. Bolonya: Stamperia della Volpe, 1782
- Ormisinda: tragedia con alcune scene liriche. Bolonya: Sancto Tomaso de Aquino, 1783 (Dedicada a la seua protectora i amiga, la marquesa Giustina Tanari. Va precedida de dos epitalamis en vers grec, i les escenes líriques són: Pigmalione del Sig. Giangiacomo Rousseau tradota dal francese; La Partenza d'Enea; Didone abandonata; Il Misantropo, i Andromaca).
- Vincentio Ranutio, Cardinali amplissimo, Anconae Episcopo, exacta Legatione apud Lusitaniae Reginam, in Italiam redeunti. Carmen. Bolonya: 1786
- C. Sectani L. Fil. De tota graeculorum huius aetatis litteratura ad Gajum Salmorium sermones quattuor: accessere quaedam M. Philocardii enarrationes. Ginebra: Tornesios, 1787.
- Sermoni di Cayo Settano figlio di Lucio, tradotti dall’autore col testo latino a fronte. Bolonya, 1790 (Sátiras de Caro Sectario, hijo de Lucio, compuestas en verso latino por el abate D. Manuel Lassala y Sangerman, individuo de las Academias de los Arcades, Alborigenses y Fuertes de Roma y de la de los Inescrutables de Bolonia, traducidas por el mismo autor. València: José Estevan, 1795)
- Parabolae sacrae latinis versibus illustratae. València: José Estevan, 1800
- Marcus Ant. de Orellana. València: Tomàs de Orga, 1800
- Il filosofo moderno (Edició de Joaquín Espinosa Carbonell). Departament de Filologia Francesa i Italiana de la Universitat de València, 1990
- Viaggio da Bologna a Ferrara (Edició crítica de Maurizio Fabbri). Abano Terme: Piovan, 1995.

### Manuscrits inèdits
Lassala deixà un gran nombre d’obres manuscrites repartides entre els seus familiars, amics i corresponsals a qui havien estat dedicades, algunes de les quals s'han editat modernament. Heus-ne ací un extracte de les enumerades per Just Pastor Fuster:

#### En italià
- Berenice, tragèdia (incompleta)
- Roberto, tragèdia
- Margherita di Cortona, escena lírica
- Perlina: Scherzo poetico, quatre cants sobre la mort d’una gosseta
- Duello poetico per la morte d’un canario
- Minerva placata
- Emilia, poemetto, dividit en tres cants, en lloança de la marquesa de Tanari
- I doveri de l’uomo, poemetto, en tres cants
- Colección de varias poesías en italiano
- Cantatas italianas, puestas en música

#### En llatí
- Dissertatio de rebus dialecticis
- Elementa Aritmeticae et Geometriae
- Psalmi poenitentiales. Gradual. Cantic. et Lamentationes Jeremiae, ex Hebraico autografo latinis versibus interpretatae
- Elegiae, sobre les principals festivitats de l’any
- Colección de varias poesías en latín
- Inscripciones y epitafios

#### En castellà
- Poesías varias de D. Manuel Lassala, la major part de les quals escrites abans dels setze anys d’edat, quan ingressà en la Companyia de Jesús.
- El sacrificio de Jephte, tragèdia
- La tragedia española vindicada, diàleg en vers
- Canción a la Conquista de Valencia, dedicada al jurista Vicente Noguera Ramon (reproduïda íntegra per Just Pastor Fuster)[3]

#### Altres
- Colección de varias poesías en griego, con la traducción castellana
- Colección de varias poesías en francés